# Болкау (Міссурі)
Болкау (англ. Bolckow) — місто (англ. city) в США, в окрузі Ендрю штату Міссурі. Населення — 163 особи (2020).

## Географія
Болкау розташований за координатами 40°6′55″ пн. ш. 94°49′16″ зх. д. / 40.11528° пн. ш. 94.82111° зх. д. (40.115217, -94.821207).  За даними Бюро перепису населення США в 2010 році місто мало площу 0,84 км², уся площа — суходіл.

## Демографія
Згідно з переписом 2010 року, у місті мешкало 187 осіб у 78 домогосподарствах у складі 54 родин. Густота населення становила 222 особи/км².  Було 96 помешкань (114/км²).
Расовий склад населення:
| - 98,4 % — білих - 0,5 % — азіатів |

До двох чи більше рас належало 1,1 %. Частка іспаномовних становила 0,5 % від усіх жителів.
За віковим діапазоном населення розподілялося таким чином: 25,7 % — особи молодші 18 років, 58,8 % — особи у віці 18—64 років, 15,5 % — особи у віці 65 років та старші. Медіана віку мешканця становила 33,5 року. На 100 осіб жіночої статі у місті припадало 101,1 чоловіків;  на 100 жінок у віці від 18 років та старших — 101,4 чоловіків також старших 18 років.
Середній дохід на одне домашнє господарство  становив 40 881 долар США (медіана — 35 536), а середній дохід на одну сім'ю — 46 174 долари (медіана — 37 232). За межею бідності перебувало 28,6 % осіб, у тому числі 55,6 % дітей у віці до 18 років та 25,0 % осіб у віці 65 років та старших.
Цивільне працевлаштоване населення становило 127 осіб. Основні галузі зайнятості: роздрібна торгівля — 15,7 %, виробництво — 15,0 %, транспорт — 14,2 %, освіта, охорона здоров'я та соціальна допомога — 14,2 %.